# Francis Page (1726-1803)
Pour les articles homonymes, voir Page.
Francis Page (c. 1726-1803) est un homme politique britannique qui siège à la Chambre des communes pendant 33 ans, de 1768 à 1801. 

## Biographie
Il est né Francis Bourne, le fils de Richard Bourne d'Ombersley, Worcestershire et son épouse Isabella Smith, nièce du juge Sir Francis Page (juge) (en). Il hérite des domaines de son oncle Sir Francis Page et prend le nom de Page en 1741. Il s'inscrit au New College d'Oxford le 29 avril 1743, à l'âge de 16 ans et est créé MA le 1er août 1747 et DCL le 14 avril 1749. Il est haut shérif de l'Oxfordshire pour 1752-1753. Il embellit et consolide le domaine dont il hérite à Middle Aston. 
Page n'a pas de grandes réalisations politiques ou intellectuelles, mais s'est consacré à l'Église et à l'Université. Il est élu député de l'Université d'Oxford en 1768 après un scrutin et occupe son siège sans opposition pendant 33 ans. En 1790, il est en sécurité dans son siège aussi longtemps qu'il le voulait, mais il est politiquement négligeable en dehors de son attachement aux principes conservateurs dans l'église et l'État. Au début de 1793, il est si malade qu'il y a une sollicitation pour son siège et, le 10 décembre 1795, il prend un congé de deux semaines pour recouvrer la santé. Entré au 1er Parlement du Royaume-Uni en 1801, il démissionne de son siège au cours du premier trimestre de 1801 . 
Il est décédé le 24 août 1803. Il laisse sa succession à son neveu William Sturges qui prend le nom supplémentaire de Bourne et a ensuite vendu Middle Aston pour £ 13 166 à Sir Clement Cottrell Dormer. 